# Fields of Gold: The Best of Sting 1984-1994
Fields of Gold: The Best of Sting 1984-1994 är den brittiska musikern Stings första samlingsalbum, utgivet 1994. Albumet kom i två versioner, en amerikansk med 14 låtar och en internationell med 17 låtar.
Två nya låtar fanns med på albumet, "When We Dance" och "This Cowboy Song", vilka också släpptes som singlar. Dessutom innehåller det en alternativ version av låten "We'll Be Together".
Albumet blev som bäst tvåa på albumlistan i Storbritannien. På Billboardlistan nådde det 16:e plats.

## Låtlista

### Amerikansk version
1. "When We Dance" - 5:59
2. "If You Love Somebody Set Them Free" - 4:15
3. "Fields of Gold" - 3:39
4. "All This Time" - 4:55
5. "Fortress Around Your Heart" - 4:36
6. "Be Still My Beating Heart" - 5:32
7. "They Dance Alone (Cueca Solo)" - 7:10
8. "If I Ever Lose My Faith in You" - 4:31
9. "Fragile" - 3:53
10. "Why Should I Cry for You?" - 4:50
11. "Englishman in New York" - 4:27
12. "We'll Be Together" - 3:50
13. "Russians" - 3:58
14. "This Cowboy Song" - 4:59

### Internationell version
1. "When We Dance" - 5:59
2. "If You Love Somebody Set Them Free" - 4:15
3. "Fields of Gold" - 3:39
4. "All This Time" - 4:55
5. "Englishman in New York" - 4:27
6. "Mad About You" - 3:53
7. "It's Probably Me" - 5:00
8. "They Dance Alone (Cueca Solo)" - 7:15
9. "If I Ever Lose My Faith in You" - 4:31
10. "Fragile" - 3:53
11. "We'll Be Together" - 3:51
12. "Moon Over Bourbon Street" - 4:00
13. "Love Is the Seventh Wave" - 3:30
14. "Russians" - 3:57
15. "Why Should I Cry for You?" - 4:51
16. "This Cowboy Song" - 5:00
17. "Fragilidad" - 3:51